# Герб Передільниці
Герб Передільниці — офіційний символ села Передільниця, Самбірського району Львівської області, затверджений 10 вересня 1999 року рішенням сесії Трушевицької сільської ради.
Автор — А. Гречило.

## Опис
Щит розтятий і перетятий, 1-е і 4-е поля сині, 2-е і 3-є — золоті, праворуч скошений срібний меч із золотим руків'ям, вістрям додолу.

## Зміст
Ділення щита вказує на назву поселення (герб є промовистим), а меч характеризує його історичне минуле.